# Dimisorias
Dimisorias eran letras expedidas por el obispo propio y lacradas con su sello, por las que envía un diocesano suyo a otro prelado, a quien da capacidad para adjudicar u otorgar las órdenes o la tonsura.
El derecho de dispensar dimisorias para la recepción de órdenes, incumbe al obispo propio, bien sea por lo siguiente: por razón del origen, por razón del domicilio, por razón de beneficio, por razón de la familiaridad, porque el que puede transferir la ordenación, puede también a cometerla a otro, según aquella regla del derecho: Potest quis per alium quod potest facere per seipsum.

## Sumo pontífice
El sumo pontífice así como puede ordenar a un individuo de cualquiera diócesis sin exigencia de dimisorias del obispo propio, puede también adjudicar al mismo, la prebenda de poder ser ordenado por cualquier obispo, pero en este segundo caso, deben presentar los ordenandos, certificación de vida y costumbres, despachada por el propio obispo, pues de otro modo, cometerían en la suspensión fulminada por el Tridentino.

## Vicario general
El vicario general no puede dar dimisorias a menos que para ello tenga singular mandato del obispo, salvo si este se hallare ausentado en lugar muy alejado de su diócesis, episcopo in remotis agente (Cum nullus).

## Tridentino
El Capítulo, en sede vacante, no puede dar dimisorias en el primer año de la silla disponible, sino es al que estuviese especificado a recibir los órdenes por razón del beneficio que detenta o se le hubiere de asignar; y por el Tridentino significa esta excepción con estas palabras: Qui beneficii ecclesiastici recepti sive recipiendi occasione arctatus non fuerit, y se estima arctatus occasione beneficii recepti al que posee un beneficio que por derecho o por el título de su fundación, exhorta que el poseedor alcance la ordenación, so pena de malograr el beneficio.

## Superiores regulares
Los superiores regulares disfrutaban antes del Tridentino, la facultad de dar dimisorias a sus súbditos, para que pudiesen ser ordenados por cualquier obispo católico, y más tarde debían de observarse a este respecto, las prescripciones comprendidas en la bula Apostolici Ministerii de Inocencio XIII y la que empieza por Impositi nobis remitida por Benedicto XIV, en 1747.

## Obispos
En general, las dimisorias pueden pueden ser cursadas por el obispo propio, para cualquier obispo católico en comunión con la silla apostólica, o para un obispo determinado, y en este segundo caso no puede conceder las órdenes otro obispo distinto del obispo elegido, y cuando se emiten para ciertas órdenes en particular, no pueden conferirse los demás que no se manifiestan.

## Prelados
Al prelado que dispensa las dimisorias corresponde la revisión y la admisión de la ciencia, vida y costumbres, edad, título y demás aptitudes que se requieren en el ordenando, debiéndose reflejar en aquellas todo lo dicho.

## Penas
Las penas en que incurren tanto el obispo ordenante como los que ordenan sin dimisorias de su propio obispo, el Tridentino establece lo siguiente:
- Respecto del primero si fuere obispo titular quede en suspenso por un año del desempeño de la funciones pontificales
- Si fuere obispo con diócesis, lo quede por igual tiempo del cotejo de órdenes, y en cuanto a los segundos establece que queden suspensos del empleo de los órdenes recibidos, durante el tiempo que lo tenga por adecuado su propio obispo o superior legítimo
- La suspensión en que inciden los que reciben los órdenes sin dimisorias es latae sententiae y por consiguiente se recae en ella ipso facto, de manera que si profesan las funciones respectivas antes de ser eximidos de la suspensión, caen también en irregularidad